# 莫羅濟夫西克 (巴甫洛格勒區)
48°38′32″N 35°54′58″E / 48.64222°N 35.91611°E
莫羅濟夫西克（烏克蘭語：Морозівське），是烏克蘭的村落，位於該國中部第聶伯羅彼得羅夫斯克州，由巴甫洛格勒區負責管轄，處於小捷爾尼夫卡河畔，距離韋爾布基3公里，韋爾布基 (巴甫洛格勒區)海拔高度76米，2001年人口396。